# Відкриті фламандські ліберали і демократи
Відкриті фламандські ліберали і демократи (нід. Open Vlaamse Liberalen en Democraten, VLD/OpenVLD) — бельгійська фламандська ліберальна політична партія. Партія була створена 1992 року. Партія має 13 місць із 150 у Палаті представників Федерального парламенту Бельгії. Партія входить до Європейського альянсу ліберальних демократів і реформаторів.

## Історія

### Витоки партії
Ліберальна партія є найстаршою політичною партією Бельгії. Вона була заснована 1846 року. До 1960 року Ліберальна партія Бельгії була слабо організованою. Під час з'їзду 1961 року Ліберальна партія була перетворена у двомовну Партію свободи і прогресу (PVV-PLP). Нова ліберальна партія була не надто стурбована становищем працівників і в першу чергу захищала інтереси роботодавців.
В кінці 1960-х і початку 1970-х напруженість у стосунках між різними громадами в Бельгії призвела до розбіжностей і в ліберальному русі. 1972 року унітарна PVV-PLP була розділена на окремі фламандську і валлонську партії. 
Програма PVV містила дуже прогресивну і терпиму позицію щодо абортів, евтаназії, перелюбства, гомосексуальності і гендерної рівності.
1982 року 29-річний реформатор Гі Верхофстадт став головою партії і навіть був заступником прем'єр-міністра і міністром з питань бюджету з 1986 по 1988 рік. Аннемі Нейтс змінила його на посту голови, ставши першою жінкою - головою партії. 1989 року Верхофстадт ще раз став головою PVV, після чого його партія перейшла до опозиції до Християнської народної партії (CVP) 1987 року.

### Сучасна партія
1992 року PVV була перетворена у партію Фламандські ліберали і демократи або VLD за ініціативи Верхофстадта. Після виборів 1999 року, коли VLD стала найбільшою партією у парламенті, Гі Верхофстадт став прем'єр-міністром. До коаліційного уряду увійшли ліберали, соціалісти і зелені.
У лютому 2007 року партія стала називатися Відкриті фламандські ліберали і демократи.
На виборах до Європарламенту 2009 року партія отримала 3 місця. На парламентських виборах 2010 року партія отримала 538 472 (8,44%) голосів та 13 місць.

## Участь у виборах
| Вибори                         | Голосів                        | Місць                          | Δ                              |
| Вибори до Палати представників | Вибори до Палати представників | Вибори до Палати представників | Вибори до Палати представників |
| ------------------------------ | ------------------------------ | ------------------------------ | ------------------------------ |
| 1995                           | 798 363 (13,1%)                | 21                             | Вперше                         |
| 1999                           | 888 973 (14,3%)                | 23                             | ▲ 2                            |
| 2003                           | 1 009 223 (15,4%)              | 25                             | ▲ 2                            |
| 2007                           | 789 445 (11,8%)                | 18                             | ▼ 7                            |
| 2010                           | 538 472 (8,44%)                | 13                             | ▼ 5                            |
| Вибори до Європарламенту       |                                |                                |                                |
| 1994                           | 678 421                        | 3                              | Вперше                         |
| 1999                           | 847 099                        | 3                              | ▬                              |
| 2004                           | 880 279                        | 3                              | ▬                              |
| 2009                           | 837 834                        | 3                              | ▬                              |